# Mihail Uram
Mihail Uram (maďarsky Uram Mihály; * 20. června 1924 Budapešť), je bývalý maďarský fotbalista ukrajinského původu, záložník.

## Fotbalová kariéra
S fotbalem začínal v Užhorodu a Mukačevu. V československé lize hrál za ŠK Bratislava v osmi zápasech, gól v nich nedal. Po emigraci do Itálie hrál v Serii A za Lucchese a další 2 sezóny v Serii B za Spezia Calcio. Kariéru končil na americkém kontinentu za kolumbijský klub Atlético Junior Barranquilla a za New York Hungaria v USA.

## Ligová bilance
| Ročník              | Zápasy | Góly | Klub          |
| ------------------- | ------ | ---- | ------------- |
| Státní liga 1947/48 | 6      | 0    | ŠK Bratislava |
| Státní liga 1948    | 2      | 0    | ŠK Bratislava |
| Serie A 1948/49     | 7      | 0    | Lucchese      |
| CELKEM              | 15     | 0    |               |